# Horka (Orlická tabule, 281 m)
Horka (281 m n. m.) je vrch v okrese Rychnov nad Kněžnou Královéhradeckého kraje. Leží asi 1 km jihovýchodně od obce Mokré na jejím katastrálním území.

## Geomorfologické zařazení
Geomorfologicky vrch náleží do celku Orlická tabule, podcelku Třebechovická tabule a okrsku Černilovská tabule.